# Whitney Warren
Whitney Warren (29 de janeiro de 1864 – 24 de janeiro de 1943) foi um arquiteto norte-americano do estilo Beaux-Arts que fundou, com Charles Delevan Wetmore, a Warren and Wetmore em Nova Iorque, uma das empresas de arquitetura mais prolíficas e bem-sucedidas da América.
Whitney Warren era primo dos Vanderbilt. Estudou na École des Beaux-Arts, em Paris, onde conheceu Emmanuel Masqueray, que seria associado da empresa.
Em 1917, Warren recebeu a "Medal of Honor" do Instituto Americano de Arquitetos por trabalhos da sua empresa.
Whitney Warren tornou-se particularmente famoso na Europa ao reconstruir (1928) a biblioteca da Universidade Católica de Louvain, destruída em 1914 pelo exército alemão e onde está gravada na fachada a famosa frase: Furore Teutonico Diruta: Dono Americano Restituta. A modificação dessa inscrição na balaustrada da biblioteca foi a ocasião de um processo retumbante defendido em junho de 1929, em particular, para defender os direitos do arquiteto por Jules Destrée e por Alexandre Braun pelos direitos do proprietário. Este último venceu o julgamento. Mas a biblioteca foi incendiada novamente durante os combates de 1940 e restaurada de acordo com os planos originais.
Whitney Warren é retratado numa pintura que o representa em sua sala de estar, uma tela de Julian Barrow mantida no Museu de Young em San Francisco.